# Tino Kadewere
Philana Tinotenda „Tino“ Kadewere (* 5. Januar 1996 in Harare) ist ein simbabwischer Fußballspieler, der als Stürmer seit 2025 bei Aris Thessaloniki und für die simbabwische Nationalmannschaft spielt. Er kann auch als Mittelfeldspieler eingesetzt werden.

## Karriere

### Verein
Kadewere wurde 2014 von Harare City FC verpflichtet, nachdem er zuvor für sein Highschool-Team der Prince Edward School gespielt hatte. In der ersten Hälfte seiner Debütsaison bei der ersten Mannschaft erzielte er sieben Tore in der Premier Soccer League von Simbabwe. 
Im Sommer 2015 bestritt Kadewere Probetrainings bei dem schwedischen Erstligisten Djurgårdens IF und der französischen Ligue-2-Mannschaft FC Sochaux. Schließlich entschloss sich Djurgårdens IF, ihn im August 2015 für den Rest der Saison auszuleihen. Der Verein hatte die Option, ihn Ende des Jahres mit einem Vierjahresvertrag auszustatten. Am 29. August 2015 gab er sein Debüt in der Allsvenskan gegen Halmstads BK. Später wechselte er für eine Ablöse von 150.000 Euro dauerhaft zu Djurgårdens. 
Kadewere erzielte sein erstes Ligator am 25. Juli 2016 bei einer 1:3-Heimniederlage gegen GIF Sundsvall als Einwechselspieler. Am 27. Mai 2018 erzielte er in einem Ligaspiel gegen IK Sirius vier Tore. Damit war er der erste Djurgården-Spieler seit Tommy Berggren 1978, der in einem Ligaspiel vier Tore für den Klub erzielte. Dieses Spiel war gleichzeitig sein letztes für den Verein.
Im Juli 2018 wechselte Kadewere zum französischen Klub Le Havre AC in die Ligue-2 und unterschrieb dort einen Vierjahresvertrag. Die an Djurgården gezahlte Ablösesumme wurde mit 2 Mio. Euro angegeben. Er gab sein Debüt am 9. November 2018 bei einem 3:2-Heimsieg gegen den FC Sochaux. In seiner ersten Saison bei Le Havre nahm er eine wichtige Rolle im Team ein und erzielte in 23 Ligaspielen fünf Tore.
Zur Saison 2020/21 wechselte er für eine angegebene Ablösesumme von 12 Mio. Euro zu Olympique Lyon. Im August 2022 wurde er für eine Saison, inklusive anschließender Kaufoption, an den RCD Mallorca verliehen. Mallorca zog die Kaufoption nicht und Kadewere kehrte im Sommer 2023 zu Olympique Lyon zurück. Im Januar 2024 folgte die Leihe mit Kaufoption zum FC Nantes.

### Nationalmannschaft
Kadewere debütierte für die simbabwische Fußballnationalmannschaft bei einem 2:0-Sieg gegen die Komoren. Er nahm mit seinem Heimatland am Afrika-Cup 2019 und 2022 teil, schied jedoch jeweils nach der Gruppenphase aus.

## Erfolge
- Djurgårdens IF: Schwedischer Pokalsieger: 2017
- Le Havre AC: Torschützenkönig der Ligue 2 2019/20